# Gudermes

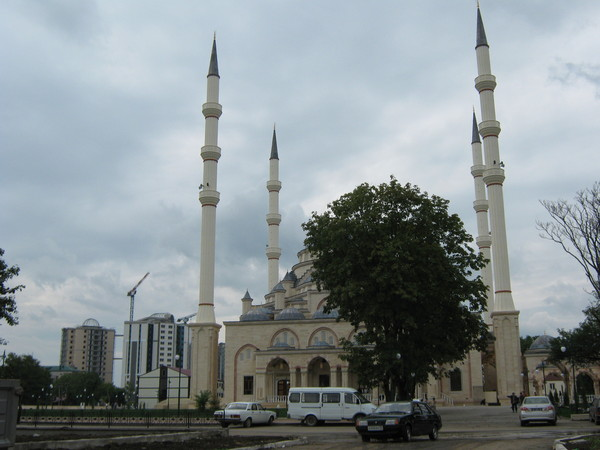
Moské i Gudermes.

Gudermes (ryska: Гудерме́с, tjetjenska: Гуьмсе) är en stad i delrepubliken Tjetjenien i sydvästra Ryssland, belägen vid floden Sunzja, 36 kilometer öster om Groznyj. Den hade 51 215 invånare i början av 2015. Gudermes var fram till 1941 en liten ort, men blev senare en järnvägsknutpunkt mellan Rostov-na-Donu, Baku, Astrachan och Mozdok. Staden hyser oljeutvinningsindustri.